# Rio en Medio, New Mexico
Rio en Medio, New Mexico (енгл. Rio en Medio) насељено је место без административног статуса у америчкој савезној држави Њу Мексико.

## Демографија
По попису из 2010. године број становника је 143, што је 12 (9,2%) становника више него 2000. године.
| Група             | 2000.       | 2010.      |
| Белци             | 16 (12,2%)  | 42 (29,4%) |
| Афроамериканци    | 10 (7,6%)   | 0 (0,0%)   |
| Азијати           | 3 (2,3%)    | 1 (0,7%)   |
| Хиспаноамериканци | 102 (77,9%) | 96 (67,1%) |
| Укупно            | 131         | 143        |